# نوبان (القبيطة)

تعديل مصدري - تعديل

نوبان هي إحدى قرى عزلة القبيطة بمديرية القبيطة التابعة لمحافظة لحج، بلغ تعداد سكانها 68 نسمة حسب تعداد اليمن لعام 2004.